# Europabrücke (Frankfurt nad Menem)
Europabrücke – most autostradowy w ciągu autostrady A5, w Niemczech, w kraju związkowym Hesja. Znajduje się pomiędzy dzielnicami Griesheim i Schwanheim, nad Menem.
Na obu brzegach mostu znajdują się węzły drogowe umożliwiające zjazd z autostrady; węzeł północny to Westhafen a południowy Niederrad.
Po zachodniej stronie mostu znajduje się kładka dla pieszych i rowerzystów łącząca Griesheim z osiedlem Goldstein.